# 樋口喜吉
樋口 喜吉（ひぐち きよし、1865年5月9日（慶応元年4月15日） - 1934年（昭和9年）7月12日）は、日本の陸軍軍人。最終階級は陸軍少将。予備役編入後、光学関係の研究に従事し、特許権や実用新案権を取得した。

## 生涯
略歴
幕末の若松城郭内に生まれる。戊辰戦争後に再建された日新館の助教となり、陸軍教導団を経て陸軍士官学校入校。1889年（明治22年）に卒業した（旧11期）。同期生に奈良武次、石光真清がいる。陸軍歩兵少尉に任官し、歩兵第16連隊付となる。
日清戦争に出征後、歩兵第30連隊付大尉。1899年（明治32年）陸軍大学校に入校。樋口は陸士5期から7期を主体とした後輩たちと共に学び、1902年（明治35年）に卒業（16期）。歩兵第5連隊付となり日露戦争開戦を迎え、同連隊第3大隊長として出征した。第5連隊は第8師団に属し、黒溝台会戦に参戦。戦後功三級に叙せられた。
その後は歩兵第23連隊長、第11師団参謀長を経て、1915年（大正4年）3月、少将へ昇進し予備役編入となった。同郷の後進育成組織・稚松会の初代副会長を務めている。
黒溝台会戦
1905年（明治38年）1月25日、第3大隊は種田支隊の救援に赴き、ロシア軍に奪取されていた頭泡を奪還。1月28日には左翼隊として歩兵第31連隊と共同で五家子の守備にあたり、ロシア軍に300メートルまで接近されたが撃退に成功している。第3大隊にたいしては師団長・立見尚文から感状が授与された。
特許
- 測距望遠鏡 1916年9月
- 集光鏡 1918年6月
- 顕微鏡同軸式微動装置 1920年4月
- プリズム眼鏡 1920年11月
- 縦横四線式微動装置 1922年12月
- 内空ノ翼車ト船端ノ導壁トニ依ル船舶推進装置 1927年

実用新案
- 顕微鏡微動装置 1918年2月
- 顕微鏡簡保持器 1918年2月
- 顕微鏡輝照装置 1922年2月

## 栄典・授章・授賞
- 1892年（明治25年）2月3日 - 正八位[4]